# Поль, Петер
Петер Поль (швед. Peter Pohl; род. 5 декабря 1940, Гамбург, Германия) — шведский писатель, бывший режиссёр и сценарист короткометражных фильмов. Он получил награды за несколько своих книг и фильмов. С 1966 и до своей отставки в 2005 году он был лектором по вычислительной математике в Королевском технологическом институте в Стокгольме, Швеция.

## Биография
Петер Поль родился 5 декабря 1940 года в Гамбурге, Германия. Он потерял отца во время Второй мировой войны и переехал в Швецию вместе с матерью в 1945 году, где он начал ходить в школу в 1947 году. В 1959 году он поступил в Стокгольмскую гимназию Сёдра Латин, где добился хороших результатов, но он оставил учёбу и ушел работать, когда ему было 19 лет.
Он изучал математику и физику, и был научным сотрудником в Шведском агентстве оборонных исследований в течение нескольких лет, начиная с 1963 года. Вскоре Поль вернулся в университет, чтобы получить высшее образование в Королевском технологическом институте в Стокгольме, где он получил докторскую степень по вычислительной математике в 1975 году. Он стал преподавателем по вычислительной математике и написал несколько учебников по этому предмету.
Поль начал снимать короткометражные фильмы в 1980 году и выиграл различные призы за свои работы. Его писательская карьера началась в 1983 году и два года спустя он опубликовал свою первую и самую успешную книгу «Янне, мой друг». С тех пор он опубликовал более 26 художественных произведений.
Он ушел в отставку в качестве лектора в 2005 году.

## Режиссёрская деятельность
Прежде чем Петер Поль опубликовал свою первую книгу, он снял ряд короткометражных фильмов. Большинство из них были сняты в 1980-х годах, и многие получили различные награды, в том числе Union Internationale du Cinéma.
Петер Поль снял ряд короткометражных фильмов, в основном в 1980-х годах.

### Фильмография (выборочно)
- Nyckeln (Ключ), 1981, 15 мин. Этот фильм получил несколько призов:

Виктор (первое место в любительском категории) от Svensk Smalfilm och video (ныне Sveriges Film- och Videoförbund, SFV), 1982.
Серебряная медаль и приз от жюри (klippningspriset) от Nordisk Smalfilm 1982 года.
Первое место в категории «Фантастика» и пятое место во всех категориях на конкурсе короткометражных фильмов, Аргентина, 1982.
- Du har ju mej! (Но ты мне должен!), 1982, 20 мин. Завоевал бронзовую награду и приз за актёров от Svensk Smalfilm och video в 1982 году.
- Medan nålen vandrar, 1982, 18 минут.
- Visiten (Визит), 1982, 12 минут.
- Alla klockor stannar (Все часы остановились), 1983, 27 мин.
- Resan till havet (Путешествие к морю), 1984, 23 мин. Сюжет фильма аналогичен его книге «Havet inom oss» (Море внутри нас).
- Бронзовая медаль от Svensk Smalfilm och video в 1986 году.
- Muntlig tentamen (Устный экзамен), 1984.
- Бронзовая медаль на Svensk Smalfilm оч видео 1984 года.
- Бронзовая медаль от Union Internationale du Cinéma на Европейском конкурсе короткометражных фильмов в ГДР, 1984.
- Stipendiet (Стипендия), 1985, 20 мин.
- Приз директор и приз за лучшую женскую актера, Сэнди гала, Вестерос , 1987.
- Серебряная медальи приз за актёров от Svensk Smalfilm och video в 1988 году.
- Ja, jag kommer! (Да, я иду!), 1986, 16 минут.
- Gunga flöjt.
- Бронзовая медаль от Svensk Smalfilm och video 1989 года.
- Det blir bättre nästa gång (В следующий раз будет лучше), 1989, 20 мин.

Серебряная медаль и приз за актёров от Svensk Smalfilm och video в 1991 году.
Серебряная медаль от Nordisk Smalfilm.
Золотая медаль и приз за лучший фильм от Union Internationale du Cinéma на Европейском конкурсе короткометражных фильмов в Швейцарии, 1991 год.
Änglar behövs dom? (Ангелы, они нужны?), 1990.

## Писательская деятельность
Питер Поль написал 35 книг: 9 учебников и 26 произведений художественной литературы. Наиболее известен как автор произведений художественной литературы.
Большинство его книг являются драмами, а также два произведения поэзии, книга со сказками и «книжка с картинками без картинок» которая не поддается категоризации. В большинстве его книг главными героями являются дети и подростки. Он считает, что это самый важный период жизни. Книги затрагивают такие темы как одиночество, предательство, ложь, стремление к дружбе, смерть. На своем сайте он сообщает что писал об этом потому что это реальность для многих взрослых, подростков и детей, и было бы позором молчать об этом.
Около 13 его книг были переведены на 13 языков, в основном в Норвегии, Дании и Германии, но в последние годы его книги также издаются на таких языках как эстонский и польский.
Среди книг которые опубликовал за первые четыре года своей карьеры писателя три из них являются автобиографическими, которые были сформированы в серию «Радуга», начиная с книги «Regnbågen har bara åtta färger» (В радуге всего восемь цветов). В этой книге Поль описал своё раннее детство, начиная с его переезда в Швецию. Действие книги происходит в период между 1945 и 1948 годами. За ней следуют книги «Medan regnbågen bleknar» (Когда радуга исчезает), охватывающая период с 1949 по 1952 год, «Vilja växa» (Желая вырасти) описывающая период с 1952 по 1958 годы. В четвёртой книге «Vi kallar honom Anna» он описывает одно лето из своего детства которое он провёл в летнем лагере, где наблюдал как сильно издевались над мальчиком-подростком. Эта книга была издана раньше второй и третьей и получила много внимания и призов. В заключительной книге серии «Klara papper är ett måste» действие происходит в 1966 году.
Другие книги, такие как «Я скучаю по тебе, я скучаю по тебе!» и «Секта» основаны на реальных событиях.
Некоторые из его книг были первоначально опубликованы как литература для взрослых, но позже переклассифицированны как книги для молодежи. Поль не считает себя автором молодежной литературы. Тем не менее, некоторые книги были написаны для детей. Примерами являются «Glittras uppdrag» — сказка о ангеле, который защищает в шестилетнего мальчика, и книга «Гурра, король Малин», которая была написана для конкурса организованного издателем Rabén & Sjögren.

### Учебники
- Linjära differensekvationer med konstanta koefficienter; Liber, 1976
- Numeriska Metoder (в соавторстве с Герд Эрикссон и Гермундом Дальквистом); THS, 1977
- 220 ± 30 Exempel i Numeriska Metoder (в соавторстве с Герд Эрикссон); THS, 1978
- Introduktion till BASIC-programmering; THS, 1979
- Analytiska och Numeriska Metoder (в соавторстве с Эйке Петерманн); KTH, 1984
- Elementära Numeriska Metoder; THS, 1991
- Problem och Exempel i Numeriska Metoder; THS, 1992; Print on Demand 1997
- Grunderna i Numeriska Metoder; THS, 1995; NADA, KTH 1999
- Grundkurs i numeriska metoder; Liber, 2005.

## Художественная литература
- Janne, min vän (Янне, мой друг), 1985.
  - Переводы: датский (Min bedste ven, 1987), норвежский (Janne min venn, 1988), немецкий (Jan, mein Freund, 1990), голландский (Jan, mijn vriend, 1991), английский (Johnny, My Friend), французский (Jan, mon ami, 1995), итальянский (Il mio amico Jan, 1996 и 2005), эстонский (Janne, mu söber, 1997), японский (1997), исландский (Janni vinur minn, 1997) , Нижненемецкий (Jan, mien Fründ, 2000).
    - Награды: Litteraturfrämjandetsdebutantpris (приз за первое появление), 1985; Премия Нильса Хольгерссона 1986; Почетный приз от Premio Europeo di Letteratura Giovanile (Европейская премия для молодежной литературы) Падуя, Италия, 1987;

Deutscher Jugendliteraturpreis (Немецкая премия для молодежной литературы), 1990; Kulturskylt , Общественная библиотека Стокгольма, ноябрь 1999 года;
- Regnbågen har bara åtta färger (В радуге всего восемь цветов), 1986
  - Переводы: немецкий (Der Regenbogen hat nur acht Farben, 1993), голландский (De regenboog heeft maar acht kleuren, 1995)
- Vi kallar honom Anna (Мы зовём его Анной), 1987.
  - Переводы: немецкий (Nennen wir ihn Anna, 1981), датский (Vi kaldar ham Anna, 1989), норвежский (Vi kaller ham Anna, 1989), голландский (We noemen hem Anna, 1993).
    - Награды:Eule de Monats (Сова месяца), Bulletin Jugend & Literatur (Бюллетень Молодежь + литература), Хардбек , Германия, 1991, вручена на Deutscher Jugendliteraturpreis, 1992; Vlag an Wimpel, Амстердам, Нидерланды, 1994.
- Havet inom oss (Море внутри нас), 1988. Эта книга имеет то же содержание, что и короткометражный фильма Resan till havet.
- Alltid den där Anette! (Вечно эта Анетт!), 1988.
- De Stora Penslarnas Lek (сказки)
- Medan regnbågen bleknar (Когда радуга исчезает), 1989.
  - Переводы: Немецкий (Während der Regenbogen verblasst, 1994), норвежский (Mens regnbuen blekner, 1991)
    - Награды: Heffaklumpen, премия за детские книги, Expressen, 1989.
- Kan ingen hjálpa Anette? (Никто не может помочь Анетт?), 1990.
- Malin kung Gurra (Гурра, король Малин), 1991
  - Переводы: немецкий (Ich bin Malin, 1992), датский (Du må gerne sova i min hånd, 1993), норвежский (Malin og Kong Gurra, 1994), эстонский (Pärast viimast hoiatust, 1999)
- Man har ett snärj, 1991
- Glittras uppdrag, 1992.
  - Переводы: Немецкий (Glittrag Auftrag, 1997)
- Jag saknar dig, jag saknar dig! (Я скучаю по тебе, я скучаю по тебе!), 1992
  - Переводы: немецкий язык (Du fehlst mir, du fehlst mir!, 1994), датский (Jeg savner dig, jeg savner dig, 1993), норвежский (Jeg savner deg, jeg savner deg, 1993), голландский (Ik mis je, ik mis je!, 1994), финский (Sinä ja minä ikuisesti, 1997), исландский (Ég sakna þin, 1998), английский (I miss you, I miss you!, 1999), словенский (Pogrešam te, pogrešam te, 1999)
    - Награды:Августовская премия, 1992; Deutscher Jugendliteraturpreis, Германия, 1995;
- En röd sten till Carina (Красный камень в Карине), 1993
- Vill dig (Хочу тебя), 1994. Стихи.
- Vilja växa (Хочу вырасти), 1994.
- När alla ljuger (Когда все лгут), 1995.
  - Переводы: датский (Når alle lyver, 2000)
- Minns det (Помни это), 1996. Стихи.
- Men jag glömmer dig inte (Но я не забуду тебя), 1997.
  - Переводы: немецкий (Aber ich vergesse dich nicht, 1998), норвежский (Men jeg glemmer dig ikke, 1998), датский (Men jeg glemmer deg aldri, 1998)
    - Награды: Fällt aus dem Rahmen, Fachzeitschrift für Kinder- und Jugendmedien, апрель 1998 года.
- Intet bortom det yttersta, 1998.
  - Переводы: немецкий (Unter der blauen Sonne, 2002), норвежский (Tims historie, 1999).
    - Награды: Fällt aus dem Rahmen, октябрь 2002;
- Klara papper är ett måste, 1998
- Tillsammans kan vi förändra världen (Вместе мы можем изменить мир), 1998. «Книга с картинками без картинок»
- Man kan inte säga allt, 1999.
  - Переводы: норвежский (Man kan ikke sige alt, 2001), финский (Valonarkaa, 2000)
- Jag är kvar hos er (Я всё ещё с тобой), 2000
  - Переводы: немецкий (Ich werde immer bei euch sein, 2003), эстонский (Ma olen ikka teiega, 2003)
- Tusen kolor, 2002.
  - Переводы: норвежский (Tusind kugler, 2004), польский (Tysiąc kulek, 2005)
- Sekten (Секта), 2005.
- Nu heter jag Nirak (Теперь меня зовут Нирак), 2007.
- Anton, jag gillar dig! (Антон, я люблю тебя!), 2008. Ещё не опубликована.